# Political hip hop
Il political hip hop (o political rap) è un sottogenere della musica hip hop, simile al conscious hip hop, dal quale è derivato. Diversamente dal genere conscious, che tratta più specificamente problemi sociali, gli artisti del political rap, mossi da un senso di giustizia, trattano esplicitamente temi di politica.

## Estensione
Negli Stati Uniti il political hip hop è legato alla denuncia del razzismo diffuso in alcune regioni della nazione, portato avanti dai gruppi xenofobici (come il Ku Klux Klan, le organizzazioni legate a White Power, ecc.) ai danni delle comunità afroamericane.
In Francia il fenomeno sociale della ghettizzazione nelle banlieue porta molti rapper ad esprimersi contro i provvedimenti di Sarkozy o alle idee xenofobe di Jean-Marie Le Pen. Le continue rivolte delle banlieue hanno infatti dei sentimenti ed una coscienza politica antirazzista e per certi versi anche anticapitalista.
In Italia durante gli anni novanta si sviluppa all'interno dei centri sociali il fenomeno delle posse, veri e propri collettivi musicali, che si articolavano poi nell'ambito del genere funk, ska e hip hop.